# Lingue anatoliche
Le lingue anatoliche sono un ramo estinto della famiglia delle lingue indoeuropee, localizzato nell'antica Asia minore (di qui l'altra denominazione di microasiatiche); da queste lingue, e soprattutto dall'ittita provengono le attestazioni scritte più antiche dell'area indoeuropea (risalenti alla prima metà del secondo millennio a.C.),
La scoperta e la decifrazione di queste lingue, tutte estinte, si è svolta solo nel XX secolo, quando già l'edificio della ricostruzione indoeuropea era stato tracciato sulla base delle lingue fino ad allora conosciute. Per questo, le lingue anatoliche, che non rientravano appieno nel quadro così stabilito, hanno posto un problema di classificazione ai linguisti, e vi è chi ha formulato l'ipotesi che queste lingue non fossero, come le altre lingue indeuropee, discendenti da un indeuropeo comune, ma che fossero un gruppo linguistico che come l'indeuropeo comune discendeva da una lingua madre ancora più antica ("ipotesi dell'Indo-ittita"). 
Un'ipotesi molto diffusa è che si tratti di un ramo che si è distaccato dagli altri in tempi molto remoti, ed è a questo che si attribuiscono spesso le notevoli differenze rispetto agli altri rami. Tuttavia vari elementi sembrano indurre a ritenere l'ittita una lingua che abbia precocemente innovato (semplificando) una struttura in origine più complessa.

## Storia

### Origini
Il ramo anatolico viene generalmente considerato il primo a staccarsi dal proto-indoeuropeo, in un momento tipicamente indicato alla metà del IV millennio a.C. Nel quadro della teoria kurganica ci sono due modi possibili in cui i primi anatolici potrebbero aver raggiunto l'Anatolia: dal nord lungo le coste del Caucaso, oppure da ovest, attraverso i Balcani, percorso ritenuto in qualche modo più probabile da Gerd Steiner (1990). La teoria kurganica è però solo una delle teorie che spiegano l'origine e la diffusione delle lingue indoeuropee, in quella armena, formulata da Tamaz V. Gamkrelidze e Vyacheslav Ivanov negli anni ottanta, l'Urheimat indoeuropeo sarebbe collocato nell'altopiano armeno, quindi le lingue anatoliche sarebbero prossime, sia come parlata che geograficamente, al primo indoeuropeo. Per la «teoria della discontinuità neolitica di Renfrew» o "teoria anatolica" proposta da Colin Renfrew, gli indoeuropei provenivano dall'Anatolia sud-occidentale, non molto distante da dove le lingue anatoliche sono per la prima volta attestate, e procedettero a una indo-europeizzazione pacifica dell'Europa a partire dal 7000 a.C. con l'avanzare dell'agricoltura dall'Anatolia. Secondo questa ipotesi la maggior parte degli abitanti dell'Europa e dell'Anatolia neolitica parlavano lingue indoeuropee, mentre successive migrazioni (ad esempio dalle steppe) avrebbero al massimo sostituito queste varietà indoeuropee (simili in qualche modo a quelle anatoliche) con altre. Infine nella "teoria del doppio strato per l'antico indoeuropeo", proposta indipendentemente in linguistica da Uhlenbeck e dal genetista Luigi Luca Cavalli-Sforza, l'indoeuropeo sarebbe nato probabilmente da due lingue, una delle quali di area cacuasico-anatolica, e quindi le lingue anatoliche ne sarebbero una derivazione diretta, i gruppi parlanti questo proto-indoeuropeo, oltre che nella zona del Caucaso e dell'Anatolia si sarebbero poi mossi (attorno al 7000 a.c.) verso le pianure attorno al Mar Nero, dove si sarebbero creolizzati con popolazioni delle steppe (probabilmente parlanti lingue affini ad un proto altaico) e da questa creolizzazione deriverebbero tutte le altre lingue indoeuropee.
Il documento più antico in lingua ittita giunto fino a noi è il Proclama di Anitta. Esso è anche l'attestazione più antica pervenutaci in una lingua indoeuropea in assoluto, oltre che la più antica testimonianza del gruppo anatolico della succitata famiglia.

### Estinzione
L'ellenizzazione dell'Anatolia cominciò molto presto, intorno al XV secolo a.C. nacquero le prime colonie greche in Asia Minore come Mileto o Rodi. Già alla fine dell'età del bronzo, inoltre, molte popolazioni indoeuropee di altri gruppi linguistici balcanici (ad esempio il frigio e il paflagone) si erano trasferite in Anatolia. Contemporaneamente popolazioni armene e indo-iraniche (già attestate nella regione dall'età del bronzo, come i Mitani) guadagnarono ulteriore spazio. In seguito il processo ebbe una forte accelerazione dopo che la regione venne conquistata da Alessandro Magno, e per questo, si ritiene generalmente, che al I secolo a.C. tutte le lingue anatoliche si fossero ormai estinte. Ciò rende l'anatolico il primo gruppo linguistico della famiglia Indoeuropea ad essersi estinto, dato che il successivo gruppo, quello tocario, si estinse intorno all'VIII secolo d.C. Questo però non necessariamente corrisponde alla realtà, gli Isauri sono una popolazione semi-barbarica e turbolenta, vissuta sotto il governo romano nella zona della Licia nord-orientale e a sud della cappadocia, in aree montuose, non conosciamo la loro lingua, ma la maggior parte dei nomi isauri conosciuti è di tipo anatolico, quando non addirittura derivabile dal luvio. Gli isauri furono comunque un gruppo etnico riconoscibile al'interno del impero bizantino (e biasimato per rozzezza e stato quasi "barbarico" dai cronisti) ancora nel IX secolo dopo cristo.

## Suddivisioni
Il gruppo delle lingue anatoliche comprende: 
- Ittita (nesili), attestato a partire dal 1900 al 1100 a.C. circa, lingua ufficiale dell'Impero ittita. Usava caratteri cuneiformi ispirati a quelli mesopotamici.
- Luvio (luwili), parente stretto dell'ittita, parlato in regioni confinanti e in certi periodi sottoposte al potere ittita. Attestato sia come Luvio cuneiforme (in glosse e brevi passaggi in testi ittiti) che come Luvio geroglifico, scritto in geroglifici anatolici su sigilli e iscrizioni su roccia.
  - Licio, parlato in Licia nell'Età del ferro, discendente dal luvio, estinto intorno al I secolo a.C., di attestazione frammentaria.
    - Miliaco, variante del Licio.

  - Pisidico o Lakuna, di frammentaria attestazione.
  - Sidetico (della Panfilia), di frammentaria attestazione.
- Palaico, parlato nell'Anatolia centro-settentrionale, estinto intorno al XIII secolo a.C., noto solo in modo frammentario attraverso preghiere citate all'interno di testi ittiti
- Cario, parlato nella Caria, di frammentaria attestazione attraverso graffiti di mercenari carii in Egitto a partire, grosso modo, dal VII secolo a.C., ed estinto intorno al III secolo a.C.
- Lidio, parlato in Lidia, estinto intorno al I secolo a.C., di frammentaria attestazione.
- Isaurico (?) lingua orale, quasi sconosciuta, ma parlata sicuramente fino al V secolo d.C., il gruppo etnico fu riconoscibile fino al IX secolo d.C.

## Caratteristiche
La lingua ittita sembra mostrare una morfologia più semplice delle altre lingue indoeuropee antiche. La questione è stata a lungo se il ramo anatolico si fosse separato dall'indoeuropeo comune prima che quest'ultimo sviluppasse le caratteristiche morfologiche tipiche delle lingue antiche, oppure se l'anatolico comune avesse pesantemente innovato le proprie caratteristiche. 
Oggi si ritiene che l'anatolico abbia sviluppato varie innovazioni e perso alcune caratteristiche, mentre abbia mantenuto alcune caratteristiche molto arcaiche del proto-indoeuropeo. Infatti l'ittita non ha il classico sistema dei generi tipico delle lingue indoeuropee basato sull'opposizione maschile-femminile-neutro, ma un sistema molto probabilmente più arcaico genere comune - neutro, interpretabile anche come un'opposizione animato - inanimato.
Grazie alla decifrazione, avvenuta nel XX secolo, delle lingue anatoliche si sono potuto validare alcune ipotesi relative all'evoluzione del protoindoeuropeo formulate da diversi linguisti alla fine del XIX secolo, in particolare l'analisi strutturale proposta da Ferdinand de Saussure.

## Vocabolario comparativo
¹ = Vezzeggiativo.